# Harmonix
Harmonix är en datorspelsutvecklare som är mest känd för att ha utvecklat Guitar Hero-serien. De har även på senaste tiden utvecklat spelet Rock Band och Rock Band 2 för EA Games som ska vara den största konkurrenten mot Guitar Hero-spelen.